# دنيس أ. بلاكسلي
دنيس أ. بلاكسلي هو سياسي أمريكي، ولد في 11 مارس 1856 في نيو هيفن في الولايات المتحدة، وتوفي بنفس المكان في 5 أبريل 1933. نشط حزبياً في الحزب الجمهوري. وقد انتخب عضو مجلس ولاية كونيتيكت ‏.